# Tipula (Lunatipula) nigdeensis
Tipula (Lunatipula) nigdeensis is een tweevleugelige uit de familie langpootmuggen (Tipulidae). De soort komt voor in het Palearctisch gebied.